# Éris : La Légende de la pomme d'or
Éris : La Légende de la pomme d’or (聖闘士星矢  劇場版, Saint Seiya Gekijōban, Saint Seiya : le film) est le premier des six films d'animation basés sur la série télévisée d'animation Les Chevaliers du Zodiaque. Il est sorti le 18 juillet 1987 et a été réalisé par les studios Tōei animation.

## Synopsis
Le film est indépendant du canon et de la chronologie établie par Kurumada dans son manga. Dans l'intrigue du film, Seiya finit par s'éveiller au Septième Sens. Cependant, les chevaliers portent les armures d'avant la fin de la bataille du sanctuaire et le film est sorti avant que la bataille du sanctuaire ne commence. Par conséquent ce film ne trouve aucune place dans la chronologie du manga. Il débute avec Seiya, Hyôga et Shun qui visitent un orphelinat de la fondation Graad, où Hyôga sauve l'un des enfants qui allait se faire écraser par une voiture.
Un nouveau personnage appelé Irina, qui se révèle être la collègue de Miho, commence à avoir des sentiments pour Hyôga. Une nuit, alors qu'ils sont assis au bord de la plage, une étoile filante déchire le ciel nocturne. Hyôga explique à Irina qu'une étoile filante est symbole de malheur en Russie. Mais, lorsqu'il lui demande de formuler un vœu, celle-ci est complètement absorbée par la comète. Hyôga lui demande de rentrer avec lui car il commence à prendre froid mais il la laisse au bord de l'eau. Après son départ, Irina aperçoit une lueur dorée venant de derrière une épave : c'est une pomme d'or, instrument d'Éris, déesse de la Discorde (Elis, déesse de la Guerre dans la version française).
Les choses s'aggravent lorsqu'Éris prend possession du corps d'Irina et enlève Athéna pour l'amener à son sanctuaire situé sur la Montagne du Mausolée. Éris complote pour prendre le contrôle du monde en absorbant toute l'énergie d'Athéna avec la pomme d'or et elle ressuscite cinq chevaliers morts, les guerriers fantômes, autrefois au service d'Athéna, pour qu'ils se battent pour elle.
Les protagonistes reçoivent finalement des nouvelles de Saori par Éris elle-même, qui leur fait parvenir un message pour les défier de venir secourir leur déesse. Sans hésiter, les chevaliers se mettent en route et chacun d'entre eux va alors être amené à affronter l'un des guerriers fantômes, qui finissent par être tués à nouveau. En fin de compte, après une lutte avec le dernier et le plus puissant des guerriers fantômes (Yaga de la constellation d'Orion), Seiya est aidé par l'esprit du défunt Aiolos du Sagittaire, qui lui envoie son armure d'or.
Comme Yaga est vaincu, Éris reste la seule à menacer la planète de destruction. Seiya prend l'arc du Sagittaire et vise la pomme d'or, mais hésite, de peur de frapper Athéna. Cette dernière l'encourage à tirer, ce qu'il fait, à la consternation d'Éris, qui tente de s'interposer et prend la flèche de la justice en plein front. Après que la déesse de la discorde est retournée au royaume des morts, les Chevaliers de Bronze s'échappent du sanctuaire en ruines avec Saori et Irina vers un monde pacifique et baigné de lumière.

## Voix françaises
- Éric Legrand : Seiya
- Marc François : Shiryû, Hyôga, Narrateur
- Henry Djanik : Ikki
- Serge Bourrier : Shun
- Virginie Ledieu : Saori Kido
- Laurence Crouzet : Irina / Éris (Elis)
- Vincent Ropion : Yaga
- William Coryn : Cracus (Christ)
- Eric Aubrahn : Maya
- Olivier Korol : Yan
- Frédéric Bouraly : Orpheus
- Francette Vernillat : Akira / Enfants
- Isabelle Maudet : Miho (Mylène)
- Sophie Arthuys : Makoto / Enfants